# Jakub Patoka
Jakub Patoka (ur. 2 lutego 1994 w Zabrzu) – polski koszykarz grający na pozycjach niskiego i silnego skrzydłowego.
Patoka jest wychowankiem MKS-u Zabrze. W latach 2010–2012 występował w rezerwach Trefla Sopot, grających wówczas w II lidze. W barwach drużyn juniorskich tego klubu zdobywał także medale juniorskich mistrzostw Polski do lat 18 i 20. W lipcu 2012 roku został zawodnikiem Jeziora Tarnobrzeg, grającego w rozgrywkach Polskiej Ligi Koszykówki. W maju 2013 roku przedłużył kontrakt z tym klubem na sezon 2013/2014.
Patoka w swojej karierze występował w reprezentacjach Polski do lat 16 i 18. W 2010 roku w barwach kadry kadetów (do lat 16) wziął udział m.in. w turnieju Türk Telekom International Tournament w tureckiej Konyi. Dwa lata później z drugą z tych reprezentacji wystartował w mistrzostwach Europy do lat 18, na których Polska zajęła 16. pozycję. 
W 2014 roku Jakub 'Nikolas' Patoka został wybrany do wąskiej kadry U20, reprezentując Polskę na turnieju w Turcji.
17 lipca 2017 podpisał dwuletnią umowę z PGE Turowa Zgorzelec. 5 września 2018 został zawodnikiem WKK Wrocław.

## Osiągnięcia
Stan na 17 lipca 2017, na podstawie, o ile nie zaznaczono inaczej.
Reprezentacja
- Uczestnik mistrzostw Europy:
  - U–18 (2012 – 16. miejsce)
  - U–20 (2014 – 9. miejsce)